# 聖魔之血
《聖魔之血》（日語：トリニティ・ブラッド），為日本作家吉田直在《The Sneaker》雜誌連載的巴洛克風奇幻小說，內容環繞在「大災難」造成文明毀滅的遙遠未來，異種智慧生命體吸血鬼與人類持續爭鬥的黑暗時代。文庫版由日本角川書店發行，共分為長篇連載故事〈重生火星〉（Reborn on the Mars，縮寫 R.O.M）與短篇故事集〈怒斥月球〉（Rage Against the Moons，縮寫 R.A.M）兩個系列，但兩系列有些許共通處與連結。作者吉田直于2004年逝世，这部作品也因此未能完成。

## 關於書名
本書標題中的「Trinity Blood」照字面直譯是「三位一體之血」。在宗教角度來說，三位一體所指的是聖父、聖子和聖靈。作者吉田直引用這個名詞去借代筆下的角色，分別是該隱‧奈特羅德、亞伯‧奈特羅德和塞特‧奈特羅德三兄妹。該隱、亞伯和塞特亦是《聖經》中亞當和夏娃所生的三個孩子。

## 故事簡介
教廷巡視神父亞伯‧奈特羅德表面上是個冒失鬼，實際上卻是有「吸血鬼獵人」之稱的教廷國務院特務分室（Ax）派遣執行官，負責到不同地方調解吸血鬼事件。在這個黑暗混亂的時代，教廷和真人類帝國互相對峙，加上薔薇十字騎士團的惡意挑撥，亞伯是否能維護「長生種」（本作中指吸血鬼）和「短生種」（本作中指一般人類）的共存？為了贖罪而努力奮鬥的男子，心底仍有難以磨滅的傷痕......

## 登場角色

### 教廷（The Vatican）

#### 國務院特務分室（Ax）
直屬教廷國務院的特務機關，形式上與教義部異端審問局對立的組織。成員大多為卡特琳娜透過人情舊債、將功贖罪等關係收歸旗下的菁英戰鬥人員。
- 卡特琳娜·絲佛札（Caterina Sforza）

人稱「鐵之女」、「米蘭的雌狐」，樞機主教，教廷國務卿，米蘭公爵，也是Ax的實際負責人。
與異母兄長、教義部部長弗蘭契斯柯·迪·梅帝奇樞機主教互為政敵，並與現任教皇亞歷山卓XVIII世為異母姐弟關係。
實際上是前任教皇與米蘭伯爵夫人私通而生下的私生女，故事後期因為咳嗽長期不癒，後確診為自體免疫系疾病的血管膠原病，該病無法治癒，後來因為亞伯因艾絲提之故死去而憤怒，但又下令讓托雷士去一個冷凍艙取得某物質，動畫表明是莉莉絲的血液，以讓亞伯復活。
根據作者的草案，因為自身疾病日漸加重之故，情緒不穩下下令刺殺艾絲提，後又因教廷被毀，最後帶著托雷士加入薔薇十字騎士團，但利用自身口才進行挑撥、分裂。
- 亞伯·奈特羅德（Abel Nightroad）＝吸血鬼獵人（Kresnik）

本作品的男主角。身世與經歷一概不明，但可能與「大災難」與「黑暗時代」發生前的世界有某種程度的關聯。
身高超過190公分，有一頭銀髮與冬日湖面般的碧眼。平時總是陷入貧窮狀態，加上脫線又少根筋的個性，常被叫成「窩囊神父」。隨身武器只有六發容彈量的舊式左輪手槍，愛喝紅茶，可是卻要加13顆砂糖（低血壓？）。陷入危機時經常感嘆「主啊，我的人生為什麼…（中略，依狀況不同而定）？」。
身上有名為「吸血鬼獵人02」（Kresnik 02）的神秘物質「超微機械」，在限定起動時會化為「吸血鬼獵人」，成為「吸食吸血鬼血液的吸血鬼」，擁有超強的戰鬥力。通常限定起動的幅度大多控制在40％，但遭遇強敵時會以80％方式起動。但即使如此，卻仍在以80％方式起動狀態下遭該隱所殺，但後來則奇蹟般地死而復生。
在十年前的「事件」中搭救了失去家人（非血親）的卡特琳娜，之後成為她的部屬。
為大災難前，為了進行火星移民與管理而製造出來的強化人，正常壽命約為150年，因為知道自身為實驗體，故個性偏激，在故事劇情中，造成倫迪尼姆傷亡的湖之劍就是他所製作的，除了自己的手足，就只相信比自己早出生的莉莉絲，後來因為與他人處不好而遭到設計，被丟掉火星郊外等死，在莉莉絲外出救援時，於返程途中意外找到超文明的宇宙船，後來該隱因為一場意外導致死亡，為了復活他，而注射了他們從船上找到的藥劑，及吸血鬼獵人。
因為發現到了外太陽系文明遺跡，所以引發了地球圈的爭奪戰，在他們等待不到補給而改造宇宙船返回後，因為注射到其他人體內的毫微機器產生突變，變成了吸血鬼，結果導致了地球與火星兩陣營的分裂。
根據作者前傳的草案，亞伯後來在米蘭伯爵的祖先的庇護下，帶著莉莉絲的遺骸進入了位於米蘭城的地下室，從此與世隔絕，而後年幼的卡特琳娜為了躲避刺殺而在無意中闖入地下室，將他解放出來。
- 艾絲緹·布蘭雪（Esther Blanchett）

R.O.M.系列的女主角。於伊什特萬「悲歎之星」事件中與亞伯結識。R.A.M.系列中未登場。孤兒出身，在「悲歎之星」事件中因亞伯的一句「我就是妳的伙伴」而轉任羅馬教廷。之後展現過人的一面而升格為正式修女；並在《聖女烙印》篇中被喻為「伊什特萬的聖女」，知名度因此宣揚到全世界。後因發現真實身世為已故的阿爾比恩皇太子之女，而離開教廷即位為阿爾比恩女王。
- 托雷士·伊庫斯（Tres Iqus）＝神槍手（Gunslinger）

機械化步兵。「托雷士‧伊庫斯」並非人名，而是製造編號「HC-ⅢⅩ」的拉丁文讀音。真實身分為十年前聖天使城開發的殺人傀儡計劃十具成品當中，唯二的回收機體其中之一。
武器為兩把傑立寇M13「神怒之日」大型自動手槍，全身百分之七十以上是人工材料（高分子皮膚、形狀記憶塑膠肌肉、皮下循環劑），脊椎內的流體結晶含有常駐戰術思考程式，能視戰況以搜索、狙擊、殲滅戰等模式啟動，彈無虛發，個性冷酷果斷， 不具感情。言談均以程式語言為主，包括「肯定」「否定」「無法理解你的發言，請重新輸入」「慢了0.0X秒」以及偶爾比較富人情味的「請提交損害評估報告」（托雷士版本的「你沒受傷吧，還好嗎？」）
- 凱特·史考特（Kate Scott）＝鐵娘子（Iron Maiden）

Ax一員，亞伯的同事。是戰艦《鐵娘子Ⅱ》的艦長；本身因為某次作戰受了重傷無法起身，因此平時出現時都是影像畫面。
其實本身處於植物人狀態，但仍保有自身的意識，身體被保管在放滿特殊溶液的維生艙裡，安置在鐵娘子的秘密房間裡進行鐵娘子的操控。
- 威廉·渥特·華玆華斯（William Walter Wordsworth）＝教授（Professor）

個性溫吞又有些輕浮，少數知道亞伯身份的人。
大學時代，未婚妻法蘭西絲成為同窗艾賽克．巴特勒（即坎柏菲）人體實驗的犧牲品，又遭人誣陷，與巴特勒一併被開除，後由卡特琳娜證明清白，加入Ax。
喜愛製作奇怪的武器，手杖內有火藥焰噴射器和催淚瓦斯噴射器，愛車被改造為實驗階段的飛行車，漫畫中也曾為托雷士修復受損的光學瞄準鏡。
故愛德華皇太子的好友，在得知開膛手傑克的受害者無一例外的都是曾任職於布蘭雪特家的侍女後，從被救下的倖存者口中得知，當年布蘭雪特家生下的是男性死嬰，而維多利亞皇太子妃生下的是女嬰，為了保護公主，因此將兩人交換，並由布蘭雪特背負刺殺皇太子妃的污名，將艾絲提送往別處。
看起來無所事事，實際上在倫迪尼姆的人脈相當廣，因有力貴族政見不合而暫時引退的貴族社團「犬儒俱樂部」成員，基本上都是他的好友。
- 瓦茨拉夫·哈維爾（Vaclav Havel）＝無臉人／信仰者（No Face／Know Faith）

卡特琳娜與亞力山卓的導師，也是兩人最信任的人。
後來因為對現在的時勢產生懷疑，而綁架、挾持亞歷山卓，後來為庇護亞歷山卓而傷重不治，臨死前明白自己的教誨並未有錯，含笑而逝。
動畫版並未死去，也未背叛Ax，一直在擔任卡特琳娜的左右手。
- 修格·度·瓦特（Hugue De Watteau）＝舞劍手（Sword Dancer）

Ax派遣執行官，為「教授」的弟子。R.A.M.系列的外傳故事中為了找尋仇人不擇手段，還一度遭教廷剝奪神職。在作者吉田直的草案中，修格將在R.A.M.末章和坎柏菲同歸於盡（但有未死的可能性），故未於R.O.M.系列登場。
- 諾耶·寶兒（Noelle Bor）＝ 情婦（Mistress）

在R.A.M.第2集的劇情中已於Ax退職，並在「沉默之聲」作戰中身亡。
有著聯覺─能看見他人情感顏色的特殊能力，因此能進行追蹤。
- 里昂·迦西亞·德·艾斯杜利亞（Leon Garsia De Asturias）＝獅牙（Dandelion）

R.A.M.第2集初登場，為小說R.O.M.系列未登場的人物（但在以R.O.M.系列為主軸改編的漫畫版中則有出現）。希斯巴尼亞王國領地摩洛哥出身，有獸人血統，原為希斯巴尼亞王國軍上尉，後因犯下多種罪行被教廷判處終身監禁，卡特琳娜為借重其戰鬥能力，以縮短刑期與治療他久病未癒的女兒為代價讓他成為派遣執行官。慣用武器為外圈鍍銀的陶瓷擲環，能單槍匹馬殺死坎柏菲的人造精靈土精。與亞伯關係不錯，兩人有時也一起耍笨。
根據人設，實際上是因為妻子視他為異端而告發他，他因此殺害妻子，而女兒因為被懷疑繼承他的血統而被抓走，進行了慘無人道的人體實驗，後來才被卡特琳娜動用特權予以特赦，並安排其女住進米蘭醫院進行治療。
- 莫妮卡·亞潔多（Monica Argento）＝黑寡婦（Black Widdow）

Ax一員，雖是修女卻穿著著男性修士服；武器為寬柄短刀，擁有可和物質融合的變異體質，通稱「魔女」。
黑手黨首領之女，因為一場掃蕩而導致幫派崩毀，是唯一倖存者，暗殺卡特琳娜失敗後，因而被活捉戴上“項圈”為教廷效力。
- 卡雅·席歐嘉（Kaya Syokka）＝吉普賽女王（Gypsy Queen）

R.A.M.第5集中首次正式登場。
個性天真活潑，使用扇骨為利刃的舞扇為武器，被稱作吉普賽女王不光是其外表明顯的有吉普賽血統，戰鬥方式仿若舞孃般，讓人完全察覺不到她已經發動攻擊。

#### 教義部異端審問局
直屬於卡特琳娜的異母兄長，教廷教義部長弗蘭契斯柯‧迪．梅帝奇樞機主教，成員之名多引自於聖經中耶穌的門徒。
- 佩卓斯修士（Brother Petros）＝毀滅騎士

異端審問局局長，本名彼得‧奧西尼，於R.O.M.第2集中首度登場。武器為油壓機動式鎧甲及附有高週波輪圈的鎚矛。雖然平素個性凶暴躁怒，卻對教皇亞歷山卓XVIII世極度崇敬效忠，甚至為了營救教皇，還不惜與一向看不順眼的Ax成員（亞伯）暫時休戰。
雖將吸血鬼視為必須殲滅的對象，但不會完全無視情況而與吸血鬼為敵。
- 寶拉修女（Sister Paula）＝死亡淑女

異端審問局副局長，本名寶拉‧索柯渥斯基。武器為裝甲戰鬥服及子午鴛鴦鉞。
殺人傀儡計畫主持人之女，將回收的唯二殺人傀儡之一的巴多羅買修士加以修復並升級，同時負責他的維護工作。
- 馬太修士（Brother Matthaios）＝摩洛哥惡魔

曾是無品傭兵，加入異端審問局只為了可以合法殺人。加入前後在與里昂的鬥智中二度被擊潰。擅長駕駛動甲冑。
- 腓力修士（Brother Phillipo）

由於體型圓滾，被里昂取了個渾號「鰻魚球」。擅使繩鏢，為強化人，可從全身細胞產生數十萬伏特的生物電。自戀，說話有加「YO」加強語氣的習慣（據「教授」的報告記載，他念過古典文學博士學位）。
- 雅各修士
- 安德烈修士

金髮少年，最年輕的異端審問官(15歲)，個性急躁而高傲，酷似佩卓斯。
- 巴多羅買修士（Brother Bartholomew）

異端審問官。機械化歩兵。為托雷士的同型機「HC-II X」。零件與裝備採用最新銳品，性能也在托雷士之上，但缺乏實戰經驗，在戰術層面較為遜色。
- 西門修女

武器為點穴針。但在作品情節中出現時因戴著面具，無法確認容貌。

#### 其他
- 亞歷山卓XVIII世（Alessandro XVIIIth）

現任教皇。性格懦弱，實權由異母兄長弗蘭契斯柯和姐姐卡特琳娜代理。
患有人群恐懼症，但另一方面，又患有先天性學者症候群，擁有過目不忘的記憶力，曾協助隔離地區的曼徹斯特伯爵越獄，靠的是數年前無意間瞄到的倫敦塔地圖。
根據作者的草案，為了掩護艾絲提免於遭到暗殺而去世，暗戀艾絲提，與艾絲提相遇後，努力地想要做出改變，以能夠明確地說出自身的期望而努力。
- 弗蘭契斯柯·迪·梅帝奇（Francesco di Medici）

樞機主教，教義部部長兼教會軍總司令，佛羅倫斯公爵。奉行強硬的對外政策，與卡特琳娜互為政敵。
- 安東尼奧·德·波吉亞·伊·波吉亞（Antonio de Borgia Y Borgia）

樞機主教，宣傳部長。
- 艾曼紐·達努基歐（Emanuele D'Annunzio）

伊什特萬大主教。
- 蘿拉·葳特絲（Laura Vitez）

伊什特萬聖馬提亞斯教會主教。對待被遺棄在教會的艾絲緹視同己出，是其實質上的監護人。「悲歎之星」事件中為艾絲緹一行提供庇護，因而被咎勒監禁殺害。

### 薔薇十字騎士團（Rosen Kreuz Orden）
根據設定集《神學大全》所述，薔薇十字原本只是個日耳曼的秘密結社，坎柏菲開始追隨該隱時的第一項行動，正是合力取得這個祕密集會的統治大權，而後才改名為「騎士團」。可見除了兩人和狄特里希三人是後來加入，其餘人員可能已是原本舊社團的成員，再不然就是本為短生種的社團，政權替換後才以三人為號召，開始吸收長生種為成員。
- 10=1：該隱·奈特羅德（Cain Knightlord）＝世界公敵（Contra Mundi）

奈特羅德三兄妹中的長兄、亞伯的雙胞胎兄長。表面上是個金髪的溫厚青年，但他卻是在與亞伯他們敵對的組織「薔薇十字騎士團」中，擁有「主上」、「那一位」等尊稱的首領「吸血鬼獵人01」。與亞伯和塞特不同的，是他已經完全與超微機械融合（包括精神面）。
根據前傳草案中所述，他實際上曾在火星殖民時期，為了庇護亞伯而死，但在亞伯與莉莉絲對其施打他們帶回的外星文明藥劑而復活，在之後因為支持亞伯的掃蕩，最終導致莉莉絲被殺，遭到憤怒的亞伯直接投入大氣層中燒毀，但在經過漫長的歲月後復活，曾一度殺害亞伯甚至想將他吸收，最後被死而復生的亞伯奪去將近一半的身體。他與亞伯在最後是在俗稱「吸血鬼之月」的火星返航船上，於近日軌道上互相廝殺。
- 9=2：伊薩克·費南度·馮·坎柏菲（Isaak Fernand von Kämpfer）＝機械魔導士（Panzer Magier）或「魔術師」

騎士團中僅次於該隱的第二號人物。在故事中曾說過自己是本作中最年長的人物（在超過本作故事的1000年以上之前，他曾以卡里奧斯特羅伯爵、聖日耳曼伯爵、帕拉塞爾蘇斯、徐福等各種名字存在），就某種意義來說是個充滿謎團的角色。
他追隨該隱的理由不明，但曾有與狄特里希聯手試圖扳倒該隱，卻告失敗（引自R.A.M.第6集中的敘述）的過去。稱該隱為「主上」，對亞伯有時則會敬稱為「亞伯大人」。說話時常喜歡引用名人格言或古典文學。
作者在R.A.M.末章設定中，坎柏菲將和修格有場死鬥，兩人本該同歸於盡，但坎柏菲狡猾逃脫，之後在R.O.M.再度登場時，化名為「艾賽克‧巴特勒」與艾絲緹相遇。
- 8=3：狄特里希·馮·洛恩葛林（Dietrich Von Lohengrin）＝操偶師（Marionetten Spelier）
- 8=3：海嘉·馮·芙格威德（Helga Von Vogelweid）＝冰魔女（Eis Hexe）

奧斯特馬克（Ostmark）公國的伯爵夫人，為一名女科學家。熱愛該隱，對坎柏菲相當敵視，甚至企圖殺之。
- 7=4：巴塔薩·馮·紐曼（Balthasar von Neumann）＝毒龍王（Basilisk）

騎士團所屬的吸血鬼，海嘉的手下「紐曼三兄弟」的長男。
- 6=5：梅爾基奧·馮·紐曼（Melchior von Neumann）＝傀儡王（Pygmalion）
- 6=5：卡斯柏·馮·紐曼（Kaspar von Neumann）＝百貌王（Hundert Gesicht，德語「一百張面孔」之意）

奧斯特馬克的維也納貴族，是個男大姊，將艾方索暗殺，後遭Ax的卡雅所傷。
- 6=5：拉杜·巴旺（Radu Barvon）＝炎之劍（Flamberg[2]）
- 5=6：蘇珊·馮·史柯賽尼＝紅男爵夫人（Rote Baronin）

在R.O.M.第6集中以乘艦「紅色男爵」與凱特的「鐵娘子II」發生空中戰艦對戰，原本佔優勢，但後來被凱特發現破綻伺機攻擊而敗陣。
- ?=?：古德利安（Guderian）＝牙之眷屬（Reißzahn，德語：尖牙、犬齒）

R.O.M.第四集中，以艾賽克（坎柏菲）的隨從身分在伊什特萬登場，是名狼人，本集小說後段中攻擊莫妮卡的野獸就是古德利安的變身，但因其獸人血統，所以被教授以催淚瓦斯擊退，催淚瓦斯中所含的硫化物會對犬貓造成血溶性貧血，俗稱洋蔥中毒。
- ?=?：瑪麗安（Marianne）

和巴塔薩一起綁架卡特琳娜的吸血鬼部隊成員，特徵是一頭黑髮。
- 3=8：蓋哈特·約德爾（Gerhard Jodel）

蟄伏於日耳曼王國的騎士團成員，身分為日耳曼王國憲兵總監一級上將。於R.A.M.第6集中登場。
- ?=?：卡特琳娜·絲佛札

原為Ax首腦，據作者生前遺留的後期故事草案中，她後來與托雷士一起加入騎士團，表面上是協助，但私底下是挑撥所有成員的關係。
- ?=?：托雷士·伊庫斯

### 真人類帝國（True Human Empire）
- 奧古斯都·芙勒蒂卡（Augusta Vradica）

皇帝。本名塞特‧奈特羅德（Seth Nightlord），自稱「路過的美少女」，身體植入超微機械「吸血鬼獵人03」。該隱與亞伯的妹妹，統治真人類帝國長達八百年。
因長生種的平均壽命最長不過兩百年，因此一直被視作虛構人物或不斷替換替身，在所羅門之亂中才正式公開自己的真面目。
根據草案，塞特後遭該隱所殺，但卻將凶手栽贓給亞伯，造成帝國陷入混亂，分成兩個陣營統治。
- 密爾卡·法透納（Mirka Fortuna）

首席樞密司，摩爾多瓦公爵。以恩的祖母。
於所羅門之亂一開始遇刺身亡，並將刺殺罪名嫁禍給其孫以恩，後來才知道死於宅第中的為自動人偶，長年以來一直在擔任皇帝芙勒蒂卡的影替身，外貌是位有些腹黑個性的美少女。
極少數知道塞特還有兩個哥哥的人，因為亞伯闖入皇帝室內，並質問她的真實身分，而意識到亞伯到底是誰。
原作與漫畫中是外表約15歲左右的少女，動畫版中改為約25歲左右的成年女性。
- 所羅門（Sulayman）

次席樞密司，公爵。被薔薇十字騎士團煽動意圖謀叛，於「所羅門之亂」中死亡。
在漫畫裡被密爾卡評為〝因無法承受自身母親的偉大，所以選擇了反叛〞。
- 翡瓏·琳恩

列席樞密司，大馬士革侯爵。所羅門死後，擢升為次席樞密司。
- 納金

列席樞密司，加薩伯爵。
- 以恩·法透納（Ion Fortuna）

帝劍御持官，孟斐斯伯爵。密爾卡的孫子。
為了調查沙漠天使而與好友拉杜一起前往教廷，本來極為瞧不起亞伯等人，但後來遭到拉杜背叛，而大受打擊。
與擔任密使的亞伯和艾絲緹返國，但隨即被誣陷為殺害祖母密爾卡的兇手，隨後展開逃亡。
動畫結局為與亞絲一起擔任密使前往教廷會晤卡特琳娜，但在得知亞伯死亡後，中途下船，與死而復活的亞伯會合，自願追隨亞伯一起追殺薔薇十字騎士團。
- 亞絲塔洛雪·愛斯蘭（Astharoshe Asran）

直轄督查官，由敖得薩子爵升任基輔侯爵。所羅門死後，擢升為樞密副司。
過去曾因為為了追捕殘殺帝國內人類與夥伴的吸血鬼，而以特別身分入境，但在威尼斯時因為情緒失控大開殺戒，而面臨遣返，後來想通威尼斯聖人聖馬可遺骸失竊案只是誘餌，目的是為了要暗殺教皇，而轉與亞伯聯手，並成功逮捕主謀，並將亞伯視為能將生命交託的夥伴。
根據草案，她最後倖存，並前往阿爾比恩王國加入艾絲緹麾下。
- 拜巴爾（Baybers）

禁軍兵團長，喀土穆男爵。
角色名引自13世紀埃及馬穆魯克王朝的第四代蘇丹，亦為鞏固該王朝國家體制實際上的創始者。
- 拉杜·巴旺（Radu Barvon）

直轄監察官，盧克索男爵。以恩的夥伴，為火焰魔人，身體能分泌出甘油並引起火災。
因為自卑而加入薔薇十字騎士團，並引發了沙漠天使事件，後來死亡，但遺體被狄特里希改造成自動人偶，藉此盜竊某樣資料，後被憤怒的塞特以「音焰」焚為鹽柱，得以安息。
- 夏拉札德·阿爾·拉夫曼（Shahrazad Al Rahman）

提米索拉都護府高級軍官，巴比倫伯爵。所羅門的姪女，於R.O.M.第4集《聖女烙印》中登場的長生種。因為在不知情的情況下幫助了所羅門而被視為反叛，於帶著家僕逃亡途中被達努基歐大主教生擒，並被脅迫以家僕生命為交換刺殺艾絲緹。但後來與艾絲緹結為好友打算救回家僕，最後因中了大主教的計謀身負重傷，在避免引起帝國與教會戰爭之下，夏拉假裝挾持教皇讓艾絲緹殺了她，以成就艾絲緹真實的「聖女」之名而死。

### 阿爾比恩王國（The Kingdom of Albion）
- 布麗姬II世

阿爾比恩女王。人稱「北海女怪」。
以果敢冷靜之姿率領一度飄渺的阿爾比恩王國，不顧阻止迎娶了外地貴族的維多利亞為皇太子妃。
長年受制於貴族院，心中屬意的是一直努力為民的瑪麗為下任繼承人，臨終前誤認艾絲緹為瑪麗，將遺言囑咐後去世。
實際上是遭到瑪麗以鉈下毒。
動畫中則命令維吉去尋找“星”，而艾絲緹的古語意思就是星星。
- 珍·茱蒂絲·喬斯林

耶林（今愛爾蘭）公爵。人稱「瘟神珍」。
多次結婚但丈夫都已去世，私生活出了名的混亂，可是在戰績上也有出色的實績，在布麗姬II世去世後，被認為是最有可能的下任繼承者。
經常跟隨在她身邊的侍童與侍女常被認為是她的玩物，但實際上是她得力的助手，一旦出事就會迅速為她傳遞訊息與命令。
原本支持身為愛德華皇太子的私生女瑪麗‧史賓賽，但是後來透過日記發現到瑪麗的所作所為，轉而支持身分曝光，也被正式認定為王位繼承人的艾絲緹。
宣誓效忠艾絲緹，不管是遭到視作狡猾奸詐的魔女，還是染滿鮮血的王者之劍，都會不計代價協助艾絲緹。
- 瑪麗·史賓賽（Mary Spencer）

海軍陸戰隊上校，人稱血腥瑪麗。
前皇太子愛德華與情婦荷莉葉特的私生女，因為戰績出色而遭人陷害，在部下的賭命下得以逃出，但因此實力大傷。
除了珍以外，其身分在貴族中算公開的秘密，所以也被視為繼承人之一，但她也因為是謀殺維多利亞皇太子妃的兇手之女的身分而遭到忌諱，後來在巴特勒的挑撥下掀起叛亂，屠殺了長年掌握政治的貴族，最後為了庇護艾絲緹而被該隱捕食。
動畫中以協助者身分破壞巴特勒的飛船，艾絲緹登基時，由她負責引導艾絲緹。
- 維吉·華許（Virgil Walsh）

曼徹斯特伯爵，為長生種，受託管理隔離地區。
個性溫文儒雅，一直在協調長生種與短生種之間的關係，但也做好一旦庇護他們的布麗姬II世去世後，若是遭到迫害就全體逃往帝國的準備。
動畫中因為亞伯能輕易地進入連他也無法進入的地區，以及熟知路線，而猜出亞伯的身分。
因艾絲緹能輕易通過需基因檢定才能打開的隔離地區的門，而確定她就是遺言中的“星”，後前去迎接艾絲緹，希望艾絲緹能以皇室繼承人的身分安撫暴動的民眾。
- 凡妮莎·華許（Vanessa Walsh）

維吉·華許的妹妹。
個性粗暴，是蛇髮女妖的能力者，頭髮能隨自我意志操縱，一直很擔憂布麗姬去世後，隔離地區居民的安危。
本來因受騙而協助巴特勒，後來差點被殺時被威廉所救。
動畫中因為亞歷山卓的阻止而免於被殺，後又協助佩卓斯與亞歷山卓逃脫，並與瑪麗一起協助破壞巴特勒的飛船。

### 新教廷
- 艾方索·岱斯提（Alfonso D'Este）（R.A.M. II）

卡特琳娜與弗蘭契斯柯的叔叔，前教皇葛利果三十世在位期間的樞機主教團團長、國務卿、異端審問局局長，人稱「峻烈公」。在新教皇選舉時落敗，左遷為科隆大主教，暗中與騎士團密謀合作培養新教廷勢力。後準備再回教廷奪權，「沉默之聲」作戰失敗後逃至愛沙尼亞，仍然不敵Ax與異端審問局雙方的合作，終被生擒。（以上為R.A.M. II～R.A.M. IV 時的情節）
- 鈞特·連茲（強化人，假扮科隆市警；R.A.M. III）
- 杜布切克（布拉格主教；R.A.M. III）
- 伏拉特·阿羅斯（新教廷修道士；R.A.M. IV）
- 李希特（新教廷修道士；R.A.M. IV）
- 海德里希（主教，強化步兵；R.A.M. IV）
- 腓特烈（主教，強化步兵；R.A.M. IV）
- 奧圖·愛德華（艾方索‧岱斯提口中提及的部屬人名，無實際登場；R.A.M. IV）
- 約翰·巴斯德夫（艾方索‧岱斯提口中提及的部屬人名，無實際登場；R.A.M. IV）
- 卡爾·弗列茲（艾方索‧岱斯提口中提及的部屬人名，無實際登場；R.A.M. IV）
- 亞當·魯斯特（艾方索‧岱斯提口中提及的部屬人名，無實際登場；R.A.M. IV）

### 其他
- 莉莉絲·薩爾

造成亞伯與該隱兄弟間複雜糾葛的關鍵人物，但詳細背景不明。在R.O.M.第2集《熱砂天使》劇情中，曾以過去殘留的立體影像方式登場。
根據《神學大全》裡的前傳草案，莉莉絲是奈特羅德三兄妹之前的實驗性強化人，一直都很關愛亞伯，外出營救亞伯時，兩人一起發現外太陽系文明的飛船，並帶回船上的技術產物。
亞伯與該隱兄弟決裂的遠因，就是出於該隱殺害了莉莉絲。
因為不認同亞伯堅決對地球開戰，因此帶著部分同胞逃往教廷，以「黑聖女」（因莉莉絲膚色黝黑之故）之名留名歷史，而當時的夥伴也都以聖人之名而留名。

## 世界觀
故事的主要舞台在未來的歐洲大陸，其他還有北非和西亞部分土地。R.O.M.開始的時間是3062AD（聖曆662年），R.A.M.開始的時間則是3060AD（聖曆660年）。大災難（亦即是《聖經》中的世界末日）造成文明倒退，以及除了歐洲大陸和非洲北部外，其餘地區全變成滅絕地帶（Dark Land）。
書中很多地名引用古稱，比如阿爾比恩和倫迪尼姆，就是英國和倫敦的古稱。另外，故事裡的很多建築物，例如巴塞隆納的聖家大教堂、米羅美術館等等均可以在現實世界中找到。
除了真人類帝國為作者本人虛構之外，其他諸國皆在歷史和地理上曾經出現過，但時代和領土範圍皆在不同時空。
教廷領地
領地包含今日義大利半島和瑞士、克羅埃西亞、斯洛伐尼亞、波士尼亞與赫塞哥維納等地，「悲歎之星」事件結束後，匈牙利正式被教廷接管。首都羅馬，語言為羅馬公用語。
- 國務院

負責教廷外交和轄下各教區之間聯絡的機構。與現實中的教廷國務院相比，設定上更偏近美國國務院。
- 教義部

設定上以現實中的教廷信理部為基礎，兼具教廷領地內政部功能的機構。旗下設有軍事院、異端審問局和特務警察等武裝力量。
- 宣傳部
- 聖寶裁定局
- 教會軍

真人類帝國
領土即昔日東羅馬帝國的範圍，首都拜占庭（即為今日的伊斯坦堡）。使用語言為帝國語（原型為羅馬尼亞語的古文），現任皇帝為奧古斯都·芙勒蒂卡（Augusta Vradica）。
阿爾比恩王國
領土包含今日英格蘭、蘇格蘭、威爾斯和外島愛爾蘭，首都倫迪尼姆（Londinium，倫敦的拉丁文拼字），使用語言為阿爾比恩語。現任女王布麗姬二世（北海女妖），新任女王艾絲緹·布蘭雪（吉伯特之女）。
日耳曼王國
領土除今日德國本土外，于3045AD闪电战合併奥斯特马克公國（今日奥地利），首都新柏林。國王為有「兇王」之稱的魯德維希二世（阿爾比恩王國女王布麗姬的外甥）。
希斯巴尼亞王國
領土包含今日西班牙和葡萄牙，首都塞維亞。
法蘭克王國
首都瑪希里亞（Massilia，為 法語馬賽Marseille 的拉丁文拼字）。
波希米亞公國
自由都市伊什特萬
匈牙利侯爵咎勒所統治的領地，伊什特萬為其首都，悲歎之星事件結束後，正式被教廷接管。使用語言為匈牙利語。
自由都市迦太基
四都市同盟：包括阿姆斯特丹、安特衛普、布魯日及布魯塞爾。
雅吉勞大公國
今波蘭國土範圍，首都柯拉克。
馬其頓侯國
波羅的海三國／愛沙尼亞、拉脫維亞、立陶宛
北部諸侯國
領土為今北歐五國。
其他還有在「大災難」後化為焦土，已無人跡的「滅絕地帶」。

## 科幻設定
蓋·保格之槍(Gae Bolg)
原為凱爾特神話中女神贈與英雄庫丘林的魔槍。在故事中為強悍的超科技武器，基輔侯爵家傳的「遺產」。可從真空管噴出雷射光加以離子化的氙氣，所產生的溫度|高溫密度|高密度周波足以斬斷所有物質。可說是帝國科技中最優秀的肉搏武器。在Ｒ.Ａ.Ｍ中由亞絲所使用。
神盾(Aegis)
原為希臘神話中的勝利女神與智慧女神雅典娜所使用的盾牌。在故事中是帝國貴族札格雷布伯爵安德烈．庫薩所使用的一種強力磁場防禦系統，外觀是懸浮著三顆或以上的金屬球，如行星般圍繞恆星旋轉。其強力磁場足以將蓋‧保格之槍的攻擊反轉再擴散。缺點是自身要進行攻擊時要停止使用神盾。在Ｒ.Ａ.Ｍ中由安德烈所使用，另外在R.O.M中「騎士團」的「紅色男爵」亦使用神盾構成和碳Ｃ60一樣的富勒烯球型磁場盾。
別西卜(Beelzebub)之劍
別西卜為馬太福音中第12章第24節中描述的魔王，七原罪中司掌「饕餮」之罪，也是《失樂園》中出現的墮落天使。此為「失落科技」的武器，是一種單分子導線──以碳Ｃ60分子多重結晶粒子為材料製作的極細碳纖維，連鑽石都能輕易切割，唯一弱點是不耐高溫。在Ｒ.Ａ.Ｍ中由坎柏菲使用。
阿斯莫德(Asmoday或Asmodee)之盾
阿斯莫德為七原罪中司掌「淫慾」之罪的惡魔。也是一種強力磁場防禦系統，可以輕易扭曲Ｍ１３的五一二超大型子彈。在Ｒ.Ａ.Ｍ中由坎柏菲使用。

## 出版書籍

### 長篇（Reborn on the Mars）
| 冊數 | 副標題   | 角川書店       | 角川書店               | 台灣角川      | 台灣角川               | 封面人物                         |
| 冊數 | 副標題   | 發售日期       | ISBN                   | 發售日期      | ISBN                   | 封面人物                         |
| ---- | -------- | -------------- | ---------------------- | ------------- | ---------------------- | -------------------------------- |
| Ⅰ    | 悲歎之星 | 2001年2月28日  | ISBN 978-4-04-418403-8 | 2004年11月1日 | ISBN 978-986-7427-49-6 | Abel Nightlord                   |
| Ⅱ    | 熱砂天使 | 2001年7月31日  | ISBN 978-4-04-418405-4 | 2005年4月19日 | ISBN 978-986-7299-37-6 | Esther Blanchett                 |
| Ⅲ    | 黑夜女皇 | 2002年6月29日  | ISBN 978-4-04-418407-0 | 2006年3月24日 | ISBN 978-986-174-026-3 | Augusta Vradica (Seth Nightlord) |
| Ⅳ    | 聖女烙印 | 2002年12月27日 | ISBN 978-4-04-418409-7 | 2007年3月20日 | ISBN 978-986-174-207-6 | Brother Petros                   |
| Ⅴ    | 薔薇王座 | 2003年8月1日   | ISBN 978-4-04-418411-9 | 2007年9月18日 | ISBN 978-986-174-358-5 | Mary Spencer                     |
| Ⅵ    | 荊棘寶冠 | 2003年11月1日  | ISBN 978-4-04-418412-7 | 2008年3月18日 | ISBN 978-986-174-581-7 | Esther Blanchett                 |
| Ⅶ    | 極光之牙 |                |                        |               |                        |                                  |

### 短篇（Rage Against the Moons）
| 冊數 | 副標題          | 角川書店       | 角川書店               | 台灣角川       | 台灣角川               | 封面人物                |
| 冊數 | 副標題          | 發售日期       | ISBN                   | 發售日期       | ISBN                   | 封面人物                |
| ---- | --------------- | -------------- | ---------------------- | -------------- | ---------------------- | ----------------------- |
| Ⅰ    | From the Empire | 2001年4月27日  | ISBN 978-4-04-418404-6 | 2005年1月4日   | ISBN 978-986-7427-86-1 | Abel Nightlord          |
| Ⅱ    | Silent Noise    | 2001年12月26日 | ISBN 978-4-04-418406-2 | 2005年7月1日   | ISBN 978-986-7299-93-2 | Leon Garsia De Asturias |
| Ⅲ    | Know Faith      | 2002年8月31日  | ISBN 978-4-04-418408-9 | 2006年7月28日  | ISBN 978-986-174-103-1 | Vaclav Havel            |
| Ⅳ    | Judgment Day    | 2003年3月28日  | ISBN 978-4-04-418410-0 | 2007年6月15日  | ISBN 978-986-174-305-9 | Caterina Sforza         |
| Ⅴ    | Bird Cage       | 2004年2月1日   | ISBN 978-4-04-418413-5 | 2009年6月16日  | ISBN 978-986-237-132-9 | Hugue De Watteau        |
| VI   | Apocalypse Now  | 2004年12月28日 | ISBN 978-4-04-418415-1 | 2009年11月18日 | ISBN 978-986-237-401-6 | Tres Iqus               |

### 設定集
| 標題 | 角川書店     | 角川書店           | 台灣角川      | 台灣角川              |
| 標題 | 發售日期     | ISBN               | 發售日期      | ISBN                  |
| ---- | ------------ | ------------------ | ------------- | --------------------- |
|      | 2005年5月1日 | ISBN 4-04-418416-X | 2010年2月10日 | ISBN 978-986-237543-3 |

## 漫畫
全21冊。漫畫版的基本故事線雖以R.O.M.系列為主，但也讓R.A.M.系列的一些角色在其中登場。
| 冊數 | 角川書店       | 角川書店               | 台灣角川       | 台灣角川               |
| 冊數 | 發售日期       | ISBN                   | 發售日期       | ISBN                   |
| ---- | -------------- | ---------------------- | -------------- | ---------------------- |
| 1    | 2004年3月17日  | ISBN 4-04-924970-7     | 2004年12月17日 | ISBN 978-986-742773-1  |
| 2    | 2004年7月17日  | ISBN 4-04-924976-6     | 2005年2月18日  | ISBN 978-986-742798-4  |
| 3    | 2005年1月17日  | ISBN 4-04-924994-4     | 2005年6月17日  | ISBN 978-986-729960-4  |
| 4    | 2005年6月17日  | ISBN 4-04-925003-9     | 2006年4月6日   | ISBN 978-986-174042-3  |
| 5    | 2005年9月17日  | ISBN 4-04-925012-8     | 2006年6月17日  | ISBN 978-986-174072-0  |
| 6    | 2006年2月17日  | ISBN 4-04-925021-7     | 2006年10月24日 | ISBN 978-986-174174-1  |
| 7    | 2006年7月15日  | ISBN 4-04-925029-2     | 2007年3月22日  | ISBN 978-986-174278-6  |
| 8    | 2006年12月16日 | ISBN 4-04-925038-1     | 2007年10月3日  | ISBN 978-986-174470-4  |
| 9    | 2007年5月17日  | ISBN 978-4-04-925043-5 | 2008年3月12日  | ISBN 978-986-174613-5  |
| 10   | 2008年2月16日  | ISBN 978-4-04-925057-2 | 2008年9月12日  | ISBN 978-986-174810-8  |
| 11   | 2008年10月17日 | ISBN 978-4-04-925064-0 | 2009年7月4日   | ISBN 978-986-237209-8  |
| 12   | 2009年8月24日  | ISBN 978-4-04-925068-8 | 2010年3月27日  | ISBN 978-986-237569-3  |
| 13   | 2010年11月24日 | ISBN 978-4-04-925072-5 | 2011年6月1日   | ISBN 978-986-287186-7  |
| 14   | 2011年10月24日 | ISBN 978-4-04-854692-8 | 2012年4月28日  | ISBN 978-986-287668-8  |
| 15   | 2012年8月24日  | ISBN 978-4-04-925078-7 | 2013年11月6日  | ISBN 978-986-325654-0  |
| 16   | 2013年3月23日  | ISBN 978-4-04-925079-4 | 2014年3月19日  | ISBN 978-986-325868-1  |
| 17   | 2014年3月24日  | ISBN 978-4-04-121042-0 | 2014年12月4日  | ISBN 978-986-366283-9  |
| 18   | 2015年3月24日  | ISBN 978-4-04-102770-7 | 2015年11月4日  | ISBN 978-986-366817-6  |
| 19   | 2016年3月24日  | ISBN 978-4-04-104090-4 | 2017年3月23日  | ISBN 978-986-473577-8  |
| 20   | 2017年4月24日  | ISBN 978-4-04-105556-4 | 2018年6月14日  | ISBN 978-957-564266-2  |
| 21   | 2018年6月23日  | ISBN 978-4-04-106957-8 | 2019年12月19日 | ISBN 978-957-743-430-2 |

## 電視動畫
原著小說插畫由THORES柴本執筆，其畫風極端華麗精緻，曾被稱為「動畫化不可能」。但GONZO還是把它製成動畫，亦以「奇蹟」二字來進行宣傳。於2005年4月28日播放。

### 配音
教廷國務院特務分室（Ax）
- 亞伯·奈特羅德（Abel Nightroad）：東地宏樹 / 日野聰（童年時代）
- 艾絲緹·布蘭雪（Esther Blanchett）：能登麻美子
- 托雷士·伊庫斯（Tres Iqus）：中井和哉
- 卡特琳娜·絲佛札（Caterina Sforza）：本田貴子 / 川澄綾子（童年時代）
- 凱特·史考特（Kate Scolt）：生天目仁美
- 威廉·渥特·華茲華斯（William Walter Wordsworth）：大川透
- 瓦茨拉夫·哈維爾（Vaclav Havel）：立木文彦
- 修格·度·瓦特（Hugue De Watteau）：北出真也
- 諾耶·寶兒（Noelle Bor）：大原沙耶香
- 里昂·迦西亞·德·艾斯杜利亞（Leon Garsia De Asturias）：小山剛志

薔薇十字騎士團（Rosen Creuz Orden）
- 該隱·奈特羅德（Cain Knightlord）：諏訪部順一
- 伊薩克·費南度·馮·坎柏菲（Isaak Fernand Von Kampfer）：藤原啟治
- 狄特希·馮·洛恩葛林（Dietrich Von Lohengrin）：鈴村健一
- 拉杜·巴旺（Radu Barvon）：小西克幸

真人類帝國（True Human Empire）
- 奧古斯都·芙勒蒂卡（Augusta Vradica）＝塞特‧奈特羅德 （Seth Nightlord）：松岡由貴
- 孟斐斯伯爵  以恩·法透納（Ion Fortuna）：皆川純子
- 基輔侯爵  亞絲塔洛雪·愛斯蘭 （Astharoshe Asran）：根谷美智子

其他
- 亞歷山卓18世（Alessandro XVIII）：藤田圭宣

### 製作人員
- 監督 - 平田智浩
- 劇本統籌 - 平田智浩、富岡淳廣、角川Sneaker文庫編集部
- 角色設定 - 中嶋敦子
- 機械、小道具設計 - 鈴木信吾
- 美術設計 - 小林誠
- 美術監督 - 德田俊之
- 色彩設定 - 内林裕美、長坂惠
- 攝影監督 -
- 剪輯 - 廣瀨清志
- 音樂 - 江口貴敕
- 音響監督 - 明田川仁
- 製片人 - 安田猛、永井理、武智恆雄
- 動畫製作 - GONZO
- 製作 - 聖魔之血製作委員会會

### 主題曲
片頭曲
「（BLOODY TRINITY MIX）」
作詞 - 櫻井敦司 / 作曲 - 星野英彥 / 編曲・演唱 - BUCK-TICK
片尾曲
「Broken Wings」
作詞・演唱 - 種智子 / 作曲・編曲 - 江口貴勅
插曲
- 「Let me hear」
  - 演唱 - 種智子

- 「Requiem~Inori」
  - 演唱 - 種智子

### 各話列表
| 話數 | 標題                                                    | 腳本       | 分鏡     | 演出       | 作畫監督                         |
| ---- | ------------------------------------------------------- | ---------- | -------- | ---------- | -------------------------------- |
| 1    | FLIGHT NIGHT                                            | 冨岡淳廣   | 平田智浩 | 土屋浩幸   | 中嶋敦子                         |
| 2    | WITCH HUNT                                              | 冨岡淳廣   | 小島正士 | 原田孝宏   | 田中孝弘                         |
| 3    | THE STAR OF SORROW I．CITY OF BLOOD                     | 冨岡淳廣   | 齊藤哲人 | 千葉大輔   | 江森真理子                       |
| 4    | THE STAR OF SORROW II．HUNTERS' BANQUET                 | 冨岡淳廣   | 齊藤哲人 | 水本葉月   | 小林利充                         |
| 5    | YESTERDAY,TODAY AND TOMORROW                            | 吉村清子   | 平田智浩 | 加藤茂     | 二宮常雄                         |
| 6    | SWORD DANCER                                            | 細野ゆうじ | 関野昌弘 | 関野昌弘   | 秋山由樹子                       |
| 7    | NEVER LAND                                              | 吉村清子   | 小島正士 | 唐戶光博   | 岡辰也                           |
| 8    | SILENT NOISE                                            | 細野ゆうじ | 小寺勝之 | 佐土原武之 | 梅津泰臣 Kim Yoon Joung 嶋田俊彦 |
| 9    | OVERCOUNT I．THE BELFRY OF DOWNFALL                     | 冨岡淳廣   | 植田秀人 | 千葉大輔   | 烏宏明                           |
| 10   | OVERCOUNT II．LUCIFER'S CHOICE                          | 冨岡淳廣   | 佐野隆史 | 遠藤廣隆   | 田中孝弘                         |
| 11   | FROM THE EMPIRE                                         | 吉村清子   | 鈴木信吾 | 土屋浩幸   | 小林利充                         |
| 12   | THE IBLIS I．EVENING VISITORS                           | 冨岡淳廣   | 齊藤哲人 | 唐戶光博   | 佐光幸惠                         |
| 13   | THE IBLIS II．BETRAYAL BLAZE                            | 冨岡淳廣   | 佐野隆史 | 宮田亮     | 日向正樹                         |
| 14   | THE IBLIS III．A MARK OF SINNER                         | 冨岡淳廣   | 小島正士 | 山名隆史   | 藤井真澄                         |
| 15   | THE NIGHT LORDS I．THE RETURN OF ENVOY                  | 吉村清子   | 齊藤哲人 | 千葉大輔   | 鈴木信吾                         |
| 16   | THE NIGHT LORDS II．TWILIGHT OF THE CAPITAL             | 吉村清子   | 佐野隆史 | 土屋浩幸   | 田中孝弘                         |
| 17   | THE NIGHT LORDS III．THE ISLAND OF HER DARLING CHILDREN | 吉村清子   | 小島正士 | 水本葉月   | 小林利充                         |
| 18   | THE NIGHT LORDS IV．THE PALACE OF JADE                  | 吉村清子   | 阿蒜晃士 | 唐戶光博   | 飯島弘也                         |
| 19   | THE NIGHT LORDS V．A START OF PILGRIMAGE                | 吉村清子   | 関野昌弘 | 山名隆史   | 佐光幸惠                         |
| 20   | THE THRONE OF ROSES I．KINGDOM OF THE NORTH             | 吉村清子   | 小島正士 | 土屋浩幸   | 藤井真澄                         |
| 21   | THE THRONE OF ROSES II．THE REFUGE                      | 吉村清子   | 佐野隆史 | 神崎ユウジ | 秦野好紹                         |
| 22   | THE THRONE OF ROSES III．LORD OF ABYSS                  | 吉村清子   | 関野昌弘 | 千葉大輔   | 田中孝弘                         |
| 23   | THE CROWN OF THORNS I．CITY IN THE MIST                 | 吉村清子   | 小寺勝之 | 唐戶光博   | 小林利充                         |
| 24   | THE CROWN OF THORNS II．THE LOAD OF OATH                | 吉村清子   | 平田智浩 | 原田孝宏   | 中嶋敦子                         |

## 註解
1. ↑  相傳該隱殺死亞伯後，神把他放逐，使他變成吸血鬼。神憐憫亞伯被該隱殺死，在地上流血哀嚎七日七夜不止，所以允許他以該隱的後代（吸血鬼）為食。
2. ↑  「Flamberg」為德語，指的是17-18世紀在西歐流行的一種劍，長70～80cm、重0.8～0.9kg。語源為法文單字「flamboyant」，意為「火焰的形狀」。此劍是因其酷似火燄的波浪狀劍刃而得名，這種劍刃容易造成不易治癒的皮肉綻開狀傷口，是頗凶悍的一種冷兵器。
3. ↑  僅完成序章作者即過世，未完，收錄於《神學大全》中。
4. ↑  原為上下集，因作者去世、僅完成上集。

## 外部連結

### 官方網站
- 日本角川 Trinity Blood

### 非官方網站
- +Trinity Blood Dictionary+
  - 入口二（日本雅虎）
- 圣魔之血维基 （页面存档备份，存于）。